# تشگیم
تشگیم یا شوشگیم روستایی در دهستان پارود بخش پارود شهرستان راسک استان سیستان و بلوچستان ایران است.

## جمعیت
بر پایه سرشماری عمومی نفوس و مسکن در سال ۱۳۹۵ جمعیت این روستا ۱٬۰۵۱ نفر (۲۵۳خانوار) بوده‌است.